# Athens Open Challenger 2008
L'Athens Open Challenger 2008, noto anche come Status Athens Open, è stato un torneo di tennis facente parte della categoria ATP Challenger Series nell'ambito dell'ATP Challenger Series 2008. Il torneo si è giocato ad Atene in Grecia dal 14 al 20 aprile 2008 su campi in cemento e aveva un montepremi di $50 000+H.

## Vincitori

### Singolare
Martin Verkerk ha battuto in finale  Adrian Cruciat con il punteggio di 6–3 6–3

### Doppio
Marc Lópezi /  Gabriel Trujillo hanno battuto in finale  Konstantinos Economidisi /  Alex Jakupovic con il punteggio di 6–4 6–4